# Chez le magnétiseur
Chez le magnétiseur je francouzský němý film z roku 1898. Režisérkou je Alice Guy (1873–1968). Jedná se o jeden z jejích prvních filmů.
Alice Guy se pravděpodobně inspirovala snímkem Le Magnétiseur od Georgese Mélièse.

## Děj
Žena jde na ošetření k hypnotizérovi. Sedne si na židli a brzy přejde do transu. Hypnotizér toho využije a svleče ženě šaty. Vtom přichází do místnosti voják. Hypnotizér se zalekne a ženu pomocí magie zase obleče. Voják je na něj přesto naštvaný a tak ho hypnotizér pomocí magie obleče do ženských šatů a ženu do vojenské uniformy. Oba utečou, ale hypnotizér je chytí a přivede zpět.